# Melampodia
La Melampodia (griego antiguo: Μελαμποδία) es un poema épico griego, hoy conservado únicamente de manera fragmentaria, que fue atribuido a Hesíodo durante la Antigüedad. Su título se deriva del nombre del vidente Melampo, pero probablemente incluía mitos relativos a otros videntes de la mitología griega, como Tiresias o Calcante.

## Ediciones seleccionadas y traducciones

### Ediciones críticas
- Rzach, A. (1908), Hesiodi Carmina (2nd rev. edición), Leipzig..
- Merkelbach, R.; West, M.L. (1967), Fragmenta Hesiodea, Oxford, ISBN 0-19-814171-8..
- Merkelbach, R.; West, M.L. (1990), «Fragmenta selecta»,  en F. Solmsen, ed., Hesiodi Theogonia, Opera et Dies, Scutum (3rd rev. edición), Oxford, ISBN 0-19-814071-1..

### Traducciones
- Martínez Díaz, A. (1982), Hesíodo: Teogonía, Trabajos y días, Escudo, Fragmentos, Certamen, Gredos, Madrid, ISBN 978-84-473-7822-7..
- Most, G.W. (2006), Hesiod: Theogony, Works and Days, Testimonia, Loeb Classical Library, no. 57, Cambridge, MA, ISBN 978-0-674-99622-9..
- Most, G.W. (2007), Hesiod: The Shield, Catalogue, Other Fragments, Loeb Classical Library, no. 503, Cambridge, MA, ISBN 978-0-674-99623-6..